# Mortain
Mortain là một xã thuộc tỉnh Manche trong vùng Normandie tây bắc nước Pháp. Xã này nằm ở khu vực có độ cao trung bình 232 mét trên mực nước biển.

## Kết nghĩa
Mortain kết nghĩa với:
- Thannhausen, Đức
- Blandford Forum, Vương quốc Anh